# Reggie Freeman
Reggie Freeman (* 17. Mai 1975 in New York City) ist ein US-amerikanischer Basketballspieler.
Der 1,98 m große und 101 kg schwere Freeman, der auf den Positionen Shooting Guard und Small Forward eingesetzt wird, spielte von 1993 bis 1997 an der University of Texas. Danach stand er bei verschiedenen Clubs in seinem Heimatland und in Europa unter Vertrag. Zuletzt spielte Reggie Freeman für den griechischen Club A.G.O. Rethymnou und wechselte im Februar 2008 nach Polen zu Atlas Stal Ostrow.